# Sendmail
Sendmail este unul din cele mai vechi, mai cunoscute și mai des folosite programe de poștă electronică, utilizat în transmiterea poștei electronice între servere în Internet. Sendmail a fost creat de Eric Allman. 